# Jean-Pierre Masseret
Pour les articles homonymes, voir Masseret (homonymie).
Jean-Pierre Masseret, né le 23 août 1944 à Cusset (Allier), est un homme politique français. Longtemps membre du Parti socialiste, il est sénateur de la Moselle entre 1983 et 2017, secrétaire d'État chargé des Anciens combattants de 1997 à 2001 et président du conseil régional de Lorraine de 2004 à 2015.

## Biographie

### Jeunesse et formation
Jean-Pierre Masseret, fils d'un mineur du bassin houiller de Commentry, naît et grandit à Cusset, dans l'Allier, où il effectue sa scolarité. Il obtient un master de droit international à la faculté de Clermont-Ferrand puis poursuit ses études à l’École nationale des impôts à Paris.
En 1967, il est nommé inspecteur des impôts. Il est ensuite muté en Lorraine, région que lui et son épouse n’ont plus jamais quittée. Ils y ont élevé leurs trois enfants.

### Carrière professionnelle
Reçu au concours d’inspecteur principal en 1976, il travaille en Meuse puis en Meurthe-et-Moselle jusqu’en 1983, année de son élection au Sénat.

### Parcours politique

#### Débuts
Engagé dès ses années de faculté, il prend sa carte à la Fédération de la gauche démocrate et socialiste (FGDS), fondée par François Mitterrand, en restant membre jusqu’à la fin, en 1968. Il milite en parallèle activement dans son syndicat, le SNADGI, syndicat CGT des finances publiques.
Il rejoint le PS après le congrès d’Épinay et intègre la section de Metz. Il devient par la suite premier secrétaire fédéral. De 1994 à 1996, il fait partie du conseil et du bureau national, et est secrétaire national chargé des relations extérieures.

#### Élu local et parlementaire
En 1979, Jean-Pierre Masseret est élu conseiller général dans le canton de Montigny-lès-Metz, puis conseiller municipal d'opposition de Metz en 1983. Il devient dans la même année, le premier sénateur socialiste élu en Moselle. En 1992, il est réélu : c'est la première fois dans l'histoire du PS en Moselle que deux sénateurs socialistes sont élus. Il est ensuite réélu une troisième fois en 2001 avec, cette fois, deux autres sénateurs socialistes.
Il devient vice-président du groupe socialiste au Sénat et vice-président de la commission des finances[Quand ?]. Il préside également un moment la « Fraternelle parlementaire », le groupe des élus francs-maçons.
Au Sénat, il fait partie de l'Assemblée parlementaire du Conseil de l'Europe. Il y organise plusieurs colloques, avant de devenir président de l'Union de l'Europe occidentale (UEO), organe de défense du Conseil de l’Europe, et ce de 2005 à 2008.

#### Secrétaire d'État du gouvernement Jospin
Alors maire d'Hayange depuis 1995 et sénateur, Jean-Pierre Masseret quitte ses fonctions en 1997, lorsqu'il est appelé par le Premier ministre, Lionel Jospin, à rejoindre le gouvernement en tant que secrétaire d’État auprès du ministre de la Défense chargé des Anciens combattants.

#### Président du conseil régional de Lorraine
En 1986, Jean-Pierre Masseret est élu au conseil régional de Lorraine. Il siège alors dans l’opposition.

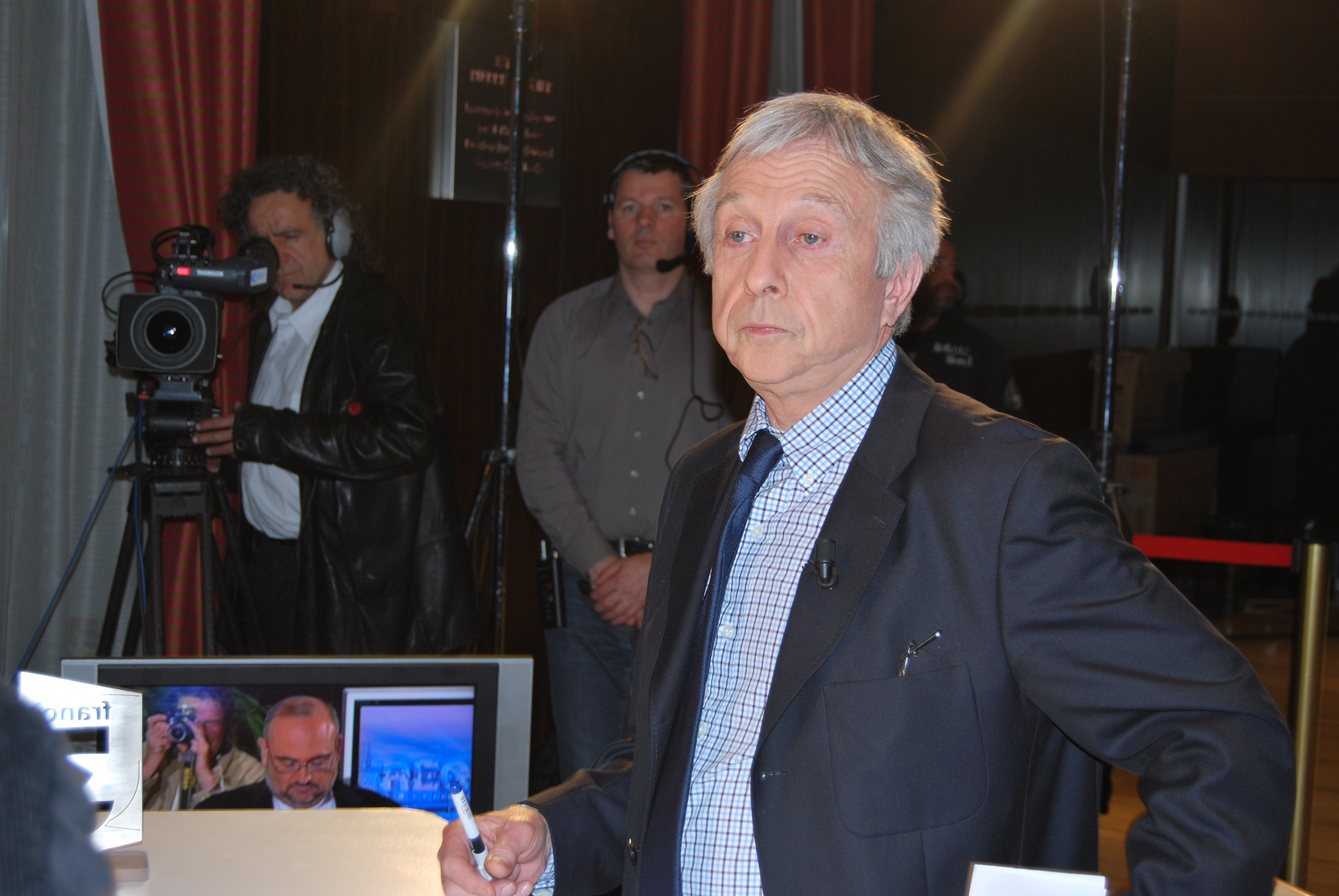
Jean-Pierre Masseret en 2010.

Il est élu président du conseil régional de Lorraine le 2 avril 2004 ; lors du second tour des élections régionales, le 28 mars précédent, la liste PS-PC-LV qu'il conduisait avait recueilli 48,4 % des suffrages, contre 34,2 % à la liste de droite menée par Gérard Longuet et 17,4 % à celle du Front national de Thierry Gourlot. Il est réélu par le conseil régional le 26 mars 2010, cinq jours après que sa liste a obtenu 50 % des voix au second tour des élections régionales (31,6 % pour la liste de droite de Laurent Hénart et 18,4 % pour celle du FN conduite par Thierry Gourlot).
Lors du référendum sur le traité établissant une constitution pour l'Europe du 29 mai 2005, il se prononce pour le « non ».
Au soir du premier tour des élections régionales de 2015 en Alsace-Champagne-Ardenne-Lorraine, la liste qu'il conduit arrive en troisième position, avec 16,1 % des voix, derrière celles du Front national (36,1 %) et de la droite (25,8 %). Jean-Pierre Masseret annonce alors qu'il refuse de retirer sa liste alors que plusieurs élus locaux socialistes (Mathieu Klein, Dominique Gros, Roland Ries, Aurélie Filippetti) lui enjoignent publiquement de se désister selon la consigne nationale donnée par Jean-Christophe Cambadelis, premier secrétaire du Parti socialiste. Au second tour, il finit en troisième position en totalisant 15,2 % des voix.

#### Après 2015
Il parraine le candidat En marche, Emmanuel Macron, pour l'élection présidentielle 2017. Il adhère ensuite au groupe LREM du Sénat et ne se représente pas aux élections sénatoriales de 2017.

### Engagement sportif et associatif
Coureur de fond et membre du SMEC (Stade messin étudiants club), il fait partie de l’équipe 1re de cross avec laquelle il participe à plusieurs championnats de France. Plusieurs fois champion de Lorraine des 5000m, 10000 m, 20 km, marathon, il remporte également de grands marathons comme celui de Neuf-Brisach et le marathon de Paris (catégorie vétérans).
Un stage national lui permet de faire la connaissance d’un personnage mythique, Alain Mimoun, champion olympique du marathon aux JO de 1956 à Melbourne. Alain Mimoun qu'il retrouvera plusieurs années après dans le cadre de ses fonctions ministérielles lorsqu'il est nommé secrétaire d'État 
Ancien président de club (SMEC), ancien président de la Ligue lorraine d’athlétisme, il a été avec quelques autres à l’origine de l’organisation du Marathon de Metz.

## Détail des mandats et fonctions

### Au gouvernement
- 1997 - 2001 : secrétaire d'État auprès du ministre de la Défense, chargé des Anciens combattants (gouvernement Lionel Jospin)

### Au Sénat
- 1983 - 1997 : sénateur de Moselle
- 1986 - 1992 : vice-président du groupe socialiste au Sénat
- 2001 - 2011 : sénateur de Moselle
- 2014 - 2017 : sénateur de Moselle

### Au niveau local
Conseiller municipal et maire
- 1983 - 1995 : conseiller municipal d'opposition de Metz (Moselle)
- 1995 - 1997 : maire de Hayange (Moselle)
- 1997 - 2001 : premier adjoint au maire de Hayange (Moselle)
- 2001 - 2008 : conseiller municipal de Saint-Quirin (Moselle)

Conseiller général
- 1979 - 1985 : conseiller général de Moselle, élu dans le canton de Montigny-lès-Metz

Conseiller régional
- 1986 - 2015 : conseiller régional de Lorraine
- 2004 - 2015 : président du conseil régional de Lorraine
- depuis 2016 : conseiller régional du Grand Est

### Au sein de partis
- 1994 - 1996 : secrétaire national chargé des relations extérieures au PS
- 1995 - 1997 : membre du conseil national et du bureau national du PS

## Distinctions
- Chevalier de la Légion d'honneur (2021)